# Acrossus tiabi
Acrossus tiabi är en skalbaggsart som beskrevs av Masumoto 1988. Acrossus tiabi ingår i släktet Acrossus och familjen Aphodiidae. Inga underarter finns listade i Catalogue of Life.